# 鈴木美紗乃
鈴木 美紗乃（すずき みさの）は、日本のテレビディレクター、アイドルプロデューサー。AKIBAカルチャーズ劇場初代支配人、女性アイドルグループ・ハコイリ♡ムスメのプロデューサーを務めた。つくばテレビ所属。通称「鈴木P」。

## 略歴
大学2年生のときに、ハロー!プロジェクト（ハロプロ）のテレビ番組を制作していた制作会社にアルバイトとして入り、「ベリキュー!」、「よろセン!」（テレビ東京）等のADを担当した。しかし、その制作会社で制作しているお笑い芸人の番組には興味が持てず、「アイドルの仕事だけをしたい」ということで、大学卒業後の2010年つくばテレビに入社。
2011年にアップフロントガールズ（仮）（現アップアップガールズ（仮）、以下「アプガ」）の冠番組を始めるにあたり、新宿二丁目で開催されていたイベント「アイドルナイト」のスターだったミキティー本物にオファーし、アプガとのダンス対決を実現。これがきっかけで二丁ハロ（現二丁目の魁カミングアウト）結成に繋がる。2012年には「GirlsNews〜ハロプロ」のディレクターを務める。
2013年10月1日、つくばテレビが運営するAKIBAカルチャーズ劇場のオープンに際して支配人に就任。2014年夏、AKIBAカルチャーズ劇場で開催された「デビュー直前アイドル5組新人公演〜真夏のシンデレラたち〜」に向けて結成されたアイドルグループ・ハコイリ♡ムスメをプロデュース。AKIBAカルチャーズ劇場を離れた後も2020年のラストライブまでプロデューサーを務めた。
2019年12月には、鈴木のプロデュースによる1980年代の文化を体感できる「80年代カフェ『青春くりぃむそ〜だ』」を期間限定でオープン。店内の内装は平成文化研究家の山下メロが監修した。

## 人物・エピソード
2003年、おニャン子クラブのDVDを借りてファンになり、その中でも高井麻巳子に一目惚れした。そこから毎年9月20日に行われていたおニャン子クラブのフィルムコンサートに行き、そこで知り合った当時のファンから貰った「夕やけニャンニャン」（フジテレビ）を録画したビデオからコピーしたDVDを毎日夕方5時から見るなどのいわゆる「ヲタ活」を行っていた。
2006年には秋元康がプロデュースするAKB48のファンになり、AKB48劇場に毎日のように足を運ぶようになったが、2007年春頃にハロプロのファンとなり、ライブ現場のみならず、「申し訳ないと」、「爆音娘」といったハロプロファンが主催するクラブイベントや「アイドルナイト」に参加するようになる。
また、ブレイク以前の2009年頃から早見あかり卒業（2011年）後しばらくの間、ももいろクローバー（現ももいろクローバーZ）現場にも通っていて（特に佐々木彩夏のファンであった）、のちに仕事で再会（2018年6月21日、AKIBAカルチャーズ劇場での公演）した際にはメンバーから「（鈴木がももクロ現場を離れたことに）私たちなんかしたかなってずっと思ってたんです」と言われ、「本人たちのせいじゃなかったのに…」と思う一方、アイドル運営の立場からみると、「ずっと来てくれた人が突然来なくなるとなんか悪いことしたかなと考えてしまうので、メンバーはもっと気にするのだろうと思う」と語っている。

## 担当番組
- ベリキュー!（テレビ東京） - AD
- よろセン!（テレビ東京） - AD
- アップフロントガールズ→アップアップガールズ（仮）（アイドル専門チャンネルPigoo） - AD
- GirlsNews〜ハロプロ（アイドル専門チャンネルPigoo） - ディレクター
- ハロプロ研修生のただいま研修中!（アイドル専門チャンネルPigoo） - プロデューサー